# Alexandr Chuchelov
Alexandr Chuchelov (Tallin, 26 de abril de 1933-Tallin, 1 de enero de 2017) fue un deportista soviético que compitió en vela en la clase Finn. Participó en dos Juegos Olímpicos de Verano en los años 1960 y 1964, obteniendo una medalla de plata en Roma 1960 en la clase Finn.

## Palmarés internacional
| Juegos Olímpicos | Juegos Olímpicos | Juegos Olímpicos | Juegos Olímpicos |
| Año              | Lugar            | Medalla          | Clase            |
| ---------------- | ---------------- | ---------------- | ---------------- |
| 1960             | Roma (Italia)    | Medalla de plata | Finn             |